# Nosaltres Moderats
Nosaltres Moderats (en italià: Noi moderati, NM) és un partit centrista d'Itàlia liderat per Maurizio Lupi. El partit ha comptat amb diversos membres associats i socis regionals. A nivell europeu, és membre del Partit Popular Europeu. La majoria dels membres i funcionaris electes de NM són antics membres de Forza Italia.

## Història
Noi Moderati estava integrat originalment per quatre membres fundadors: Nosaltres amb Itàlia, Itàlia al Centre, Unió del Centre i Coratge Itàlia. NM es va presentar com a llista electoral conjunta dins de la coalició de centredreta a les eleccions legislatives italianes de 2022, la qual va obtenir el 0,9% dels vots, set diputats i dos senadors. Després de les eleccions, NM va formar grups parlamentaris tant a la Cambra dels Diputats com al Senat, gràcies a l'afluència d'alguns electes dels Germans d'Itàlia i l'aliança amb el Moviment Associatiu d'Italians a l'Estranger (MAIE).
El maig de 2023 NM va evolucionar cap a un partit unitari, provocant les escissions de CI i la UdC. Maurizio Lupi, líder de NcI, es va convertir en líder i president de NM, mentre que Giovanni Toti, líder de IaC, ha exercit com a president del consell nacional del partit des del primer congrés del partit, celebrat l'octubre de 2023. El gener de 2024, s'incorporaria Itàlia dels Valors (IdV), i el seu líder, Ignazio Messina, seria el nou portaveu de NM. El febrer de 2024, el líder de la UdC, Lorenzo Cesa, va alinear el seu partit amb la Lega  i, posteriorment, va deixar el grup de NM a la Cambra.
A les eleccions al Parlament Europeu de 2024 NM es va presentar amb Forza Italia (FI), obtenint el 9,6% dels vots però cap eurodiputat.
El setembre de 2024 Mara Carfagna, Mariastella Gelmini i Giusy Versace, totes tres antics membres de FI que s'havien unit a Acció el 2022, van formar una associació anomenada "Centre Popular". A l'octubre es van incorporar oficialment a NM, així com als seus grups parlamentaris a la Cambra i al Senat.
El novembre de 2024 NM va canviar el seu símbol, afegint al seu nom també "Populars per a Europa", i es va anunciar que el partit buscava unir-se al Partit Popular Europeu (PPE) en els propers mesos. El partit va ser admès oficialment al PPE el gener de 2025.

## Composició
Membres fundadors que es van fusionar a NM
| Partit | Partit                     | Ideologia               | Líder         |
| ------ | -------------------------- | ----------------------- | ------------- |
|        | Nosaltres amb Itàlia (NcI) | Conservadorisme liberal | Maurizio Lupi |
|        | Itàlia al Centre (IaC)     | Conservadorisme liberal | Giovanni Toti |

Membres associats
| Partit | Partit                                              | Ideologia               | Líder                 |
| ------ | --------------------------------------------------- | ----------------------- | --------------------- |
|        | Centre Popular (CP)                                 | Conservadorisme liberal | Mariastella Gelmini   |
|        | Itàlia dels Valors (IdV)                            | Populisme               | Ignazio Messina       |
|        | Partit dels Europeus i Liberals (PEL)               | Liberalisme             | Francesco Patamia     |
|        | Moviment Associatiu d'Italians a l'Estranger (MAIE) | Centrisme               | Ricardo Antonio Merlo |
|        | Moviment Animalista (AM)                            | Drets dels animals      | Michela Brambilla     |

Partits regionals associats
| Partit | Partit                     | Regió               | Ideologia               | Líder                    |
| ------ | -------------------------- | ------------------- | ----------------------- | ------------------------ |
|        | Autonomia Responsable (AR) | Friül-Venècia Júlia | Conservadorisme liberal | Renzo Tondo              |
|        | Liguria Popular (PL)       | Ligúria             | Conservadorisme liberal | Andrea Costa             |
|        | Aliança del Centre (AdC)   | Campània            | Democràcia cristiana    | Francesco Pionati        |
|        | Obra Popular (CP)          | Sicília             | Democràcia cristiana    | Francesco Saverio Romano |
|        | Sardenya Segle XX (S20V)   | Sardenya            | Conservadorisme liberal | Stefano Tunis            |

Antics membres
| Partit | Partit                | Ideologia               | Líder          |
| ------ | --------------------- | ----------------------- | -------------- |
|        | Coratge Itàlia (CI)   | Conservadorisme liberal | Luigi Brugnaro |
|        | Unió del Centre (UdC) | Democràcia cristiana    | Lorenzo Cesa   |

Antics partits associats
| Partit | Partit      | Ideologia   | Líder           |
| ------ | ----------- | ----------- | --------------- |
|        | Renaixement | Liberalisme | Vittorio Sgarbi |

## Resultats electorals

### Parlament italià
| Any  | Líder         | Cambra dels Diputats | Cambra dels Diputats | Cambra dels Diputats | Cambra dels Diputats | Cambra dels Diputats | Senat de la República | Senat de la República | Senat de la República | Senat de la República | Senat de la República |
| Any  | Líder         | Vots                 | %                    | Diputats             | +/–                  | Pos.                 | Vots                  | %                     | Senadors              | +/–                   | Pos.                  |
| ---- | ------------- | -------------------- | -------------------- | -------------------- | -------------------- | -------------------- | --------------------- | --------------------- | --------------------- | --------------------- | --------------------- |
| 2022 | Maurizio Lupi | 254,127              | 0.91                 | 7 / 400              | Nou                  | 12è                  | 248,308               | 0.89                  | 2 / 200               | Nou                   | 13è                   |

### Parlament Europeu
| Any  | Líder         | Vots           | %              | Escons | +/– | Grup |
| ---- | ------------- | -------------- | -------------- | ------ | --- | ---- |
| 2024 | Maurizio Lupi | Coalició NM-FI | Coalició NM-FI | 0 / 76 | Nou | –    |